# 裏日本
裏日本是指日本本州面向日本海一側的區域，相對的詞匯是「表日本」。其涵蓋了山陰地方、北近畿、北陸地方、舊出羽國（東北地方日本海側）。該詞不包括北海道及九州島（福岡縣、佐賀縣）的日本海側地區。
狹義的則僅包括山陰地方和北陸地方，廣義的包括舊出羽國。新潟縣、富山縣、石川縣、福井縣、鳥取縣、島根縣都屬于裏日本的範圍之內。有時也包括青森縣（不包括八戶）、秋田縣和山形縣。京都府、兵庫縣和山口縣雖然其的縣府所在地距日本海較遠，然而這些縣的北部地區也屬于裏日本。
由于裏日本的經濟發展情況較為落後，加上諸多歷史和文化原因，在有些時候裏日本被解讀為帶侮辱性的詞語，1960年代末期NHK就將裏日本列為廣播禁止用語，進入1970年代後民營的媒體也開始逐漸棄用此詞。現在的主流媒體基本上均已不用此詞。
今日多以「日本海側」代稱。